# Ernst Kersting

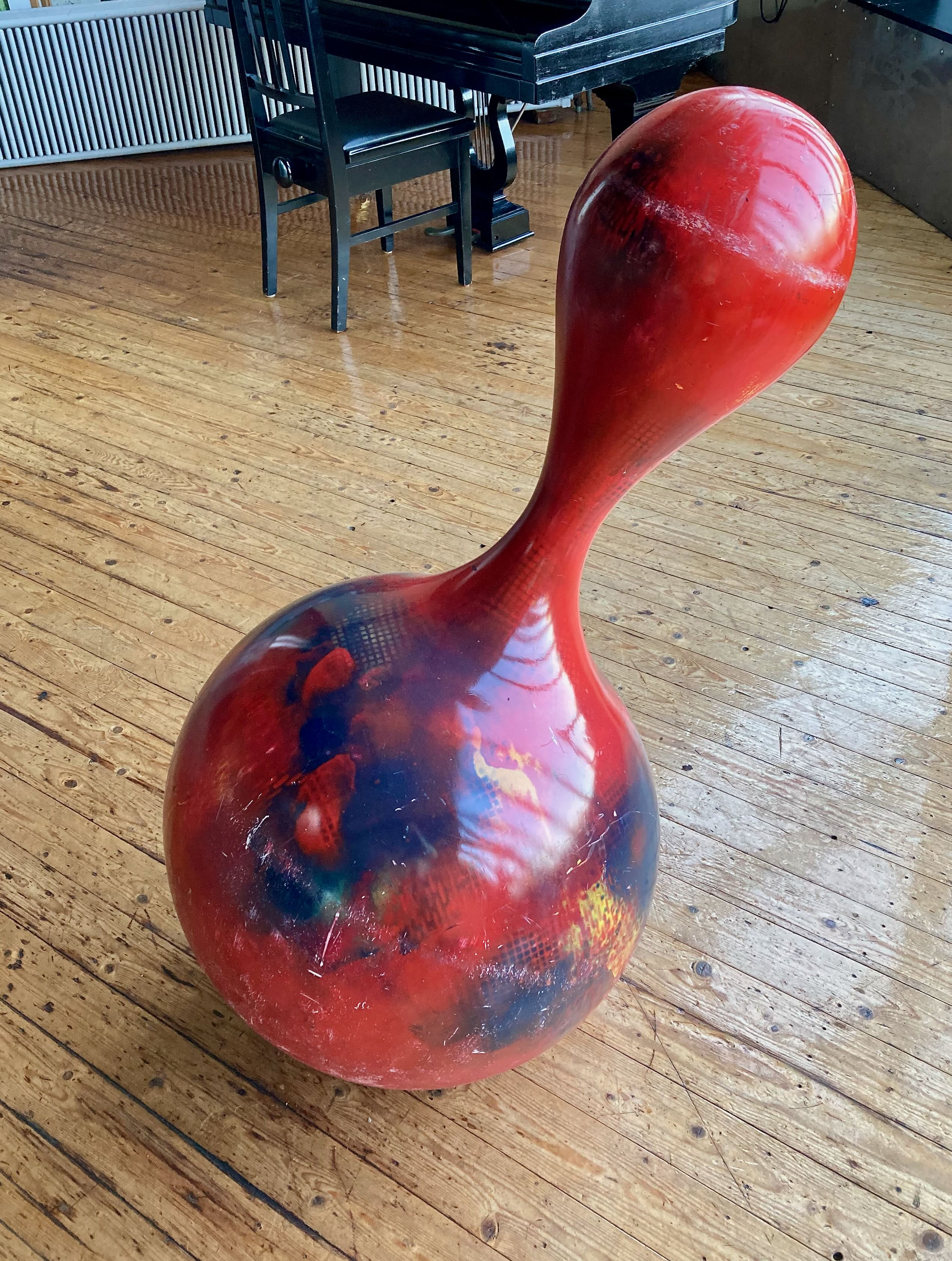
Meubelstuk door Ernst Kersting uit de jaren 1970.

Ernst Kersting (Rotterdam, 31 oktober 1930 - 2019) was een musicus, beeldend kunstenaar en meubelontwerper. In de jaren 1960 en 1970 exposeerde hij regelmatig zijn schilderijen en plastieken. Begin jaren 1970 genoot hij bekendheid met de band Ellufant. Hij was autodidact.

## Jeugd
Als 16-jarige werd Ernst Kersting leerling etaleur en drie jaar later ging hij aan de slag als zelfstandig etaleur. Hij verdiende goed, vond dat onwerkelijk en begon zich steeds meer toe te leggen op schilderen en muziek.

## Muziek
Vanaf 1948 tot in de jaren 1950 trad hij op in verschillende jazz-bands als vibrafonist, daarna speelde hij zigeunermelodieën met zijn broer in Antwerpen. Hij won met de band Maple Leaf Sextet de eerste prijs van het AVRO-concours. In 1971 richtte hij de band Ellufant op met drummer en kunstenaar Cees P. Visser. De band had veel verschillende namen: eerst Abondoned Elephant, daarna Ellufant maar ook 11Phant, Ellef-fant. Ernst speelde met een zelfgemaakt elektrisch orgel. Ze gaven één elpee uit met 150 exemplaren, gebaseerd op een liveopname uit 1972 met twee tracks: Ubiquinon and Ouabaïne. De elpee werd verkocht voor 10 gulden ten bate van Release, een alternatief hulp- en informatiecentrum onder andere voor drugsgebruikers. De muziek wordt getypeerd als psychedelisch progressieve jazzrock. In 1984 trad hij op in LanterenVenster met de muziekperformance Situatie 3. Kersting maakte tot op hoge leeftijd beeldende kunst en muziek op zijn synthesizer.

## Beeldende kunst
Kersting draagt in 1962 bij aan de documentaire/bedrijfsfilm Zwarte Kunst over ruberoid voor het bedrijf Key & Kramer. Hij maakte aan het begin van de film een tekenfilm (schabloonfilm).  Hij exposeert in de jaren 60 zijn schilderijen, monotypes, collages en plastieken in 't Venster in Rotterdam, Rotterdamse Kunststichting, Galerie Fenne de Vries in Delft . Hij neemt deel aan verschillende groepstentoonstellingen van beelden in de open lucht in Leiden, Lochem en Groningen. Zijn plastieken bestaan uit bestaande materialen die hij in een winkel voor huishoudelijke artikelen kon kopen, zoals kopjes, schoteltjes, kleerhangers. Hij smolt deze voorwerpen, waardoor ze in een druiptoestand kwamen. In de jaren 1970 maakt hij (kinder)meubels van plastic, in felle kleuren. De meubelen kunnen in elkaar geschoven worden en krijgen daardoor verschillende vormen en functies.

## Tentoonstellingen
1963 -  't Venster Rotterdam.
1965 - Hortus Botanicus Leiden, Tijdsbeeld '65, groepstentoonstelling.
1965 - Galerie Fenne de Vries Delft, solotentoonstelling montages en monotypes.
1966 - Kunstzaal "Zuid", Rotterdamse Kunststichting, monotypes en plastieken.
1966 - Beelden in Lochem, groepstentoonstelling.
1967 - Beeld en Route  Groningen in 1967.
1968 - Gemeentelijke tentoonstellingszaal Sliedrecht, samen met Guido de Waart.
1970 - Kunstzaal boven de Lijnbaan, groepstentoonstelling, kindermeubels.

## Diversen
Ernst Kersting was getrouwd met Gloria Kok, mede-eigenaar van de mode-keten Cora Kemperman. Hij maakte de inrichting en etalages voor de modezaken Cora Kemperman. Ernst Kersting is de oom van acteur Manou Kersting.
- RKD-Nederlands Instituut voor Kunstgeschiedenis: 44075